# スコルペヌ型潜水艦
| スコルペヌ型潜水艦 | スコルペヌ型潜水艦                                                        | スコルペヌ型潜水艦                                                        |
| ------------------ | ------------------------------------------------------------------------- | ------------------------------------------------------------------------- |
|                    |                                                                           |                                                                           |
| 艦級概観           |                                                                           |                                                                           |
| 艦種               | 潜水艦                                                                    | 潜水艦                                                                    |
| 就役期間           | 2005年 - 就役中                                                           | 2005年 - 就役中                                                           |
| 前級               | ダフネ級                                                                  | ダフネ級                                                                  |
| 次級               | S-80型                                                                    | S-80型                                                                    |
| 性能諸元           |                                                                           |                                                                           |
| 排水量             | 水中排水量 1,668 t（CM-2000型） 1,800 t（AM-2000型） 1,070 t（CA-2000型） | 水中排水量 1,668 t（CM-2000型） 1,800 t（AM-2000型） 1,070 t（CA-2000型） |
| 全長               | 66.4m（CM-2000型） 76.2m（AM-2000型） 60.3m（CA-2000型）                  | 66.4m（CM-2000型） 76.2m（AM-2000型） 60.3m（CA-2000型）                  |
| 全幅               | 6.2m                                                                      | 6.2m                                                                      |
| 吃水               | 5.8m                                                                      | 5.8m                                                                      |
| 機関               | ディーゼル・エレクトリック方式; 3,808馬力                                 | ディーゼル・エレクトリック方式; 3,808馬力                                 |
| 機関               | MTU 16V396 SE84 ディーゼルエンジン                                        | 4基                                                                       |
| 機関               | Jeumont Schneider 電動機                                                  | 1基                                                                       |
| 機関               | スクリュープロペラ（7翼スクリュー）                                       | 1軸                                                                       |
| 速力               | 水中: 20ノット以上 水上: 12ノット                                         | 水中: 20ノット以上 水上: 12ノット                                         |
| 連続行動           | 50日間（CM-2000型） 50＋21日間（AM-2000型）                               | 50日間（CM-2000型） 50＋21日間（AM-2000型）                               |
| 航続距離           | 6,400海里（8ノット, 浮上航行） 550海里（4ノット、潜航時）                 | 6,400海里（8ノット, 浮上航行） 550海里（4ノット、潜航時）                 |
| 潜航深度           | 350m                                                                      | 350m                                                                      |
| 乗員               | 32人                                                                      | 32人                                                                      |
| 武装               | 533mm 魚雷発射管 （魚雷/USM×18基）                                        | 6門                                                                       |
| C4I                | SUBTICS 指揮統制＋SISDEF 通信                                             | SUBTICS 指揮統制＋SISDEF 通信                                             |
| レーダー           | ケルビン・ヒューズ・コンパクト 航法用                                     | 1基                                                                       |
| ソナー             | TSM-2233 エレドン                                                         | TSM-2233 エレドン                                                         |

スコルペヌ型潜水艦 (Scorpène class submarine) は、フランスのDCNS社とスペインのナバンティア社が共同で開発した通常動力型潜水艦。通常型のCM-2000型、沿岸向けに小型化したCA-2000型、AIPを搭載したAM-2000型がある。
輸出も念頭においており、4ヶ国の海軍に採用されている。また、顧客の要求に応じて非大気依存推進(AIP)を搭載できる準備もなされている。

## 来歴
本型は、老朽化したダフネ級（S-60型）の後継として開発された。既にダフネ級の発達型としてアゴスタ級（S-70型） が開発されていたものの、これは、特に艦首の設計が旧式であったため、水中での運動性に限界を抱えていたことから、フランス海軍は、より新型の設計による潜水艦の開発を要求した。これに応じて、DCNS社はS-80型の開発を開始したものの、しかし、弾道ミサイル原子力潜水艦の開発などによる予算の圧迫のため、結局、フランス海軍はアゴスタ級の小改良型であるS-90B型で妥協せざるをえなくなった。これを受けて、DCNS社はS-80型の開発をプライベート・ベンチャーとして続行することとした。
一方、同じくダフネ級を導入したスペイン海軍にとっても、その老朽化は重大な問題であったため、スペインのイサル社は後継艦の開発を要求された。1980年代後半、この両者の計画は合流することとなった。これによって開発されたのがスコルペヌ級であり、1990年10月に発表された。ただし、スペイン海軍による導入計画は途中で撤回され、スコルペヌ型は輸出専用の計画に切り替えられた。また、2005年には、イサル社はナバンティア社に改編された。

## 設計と装備

### 船体

本型の船体設計において、アゴスタ級からの最大の進歩点である艦首の設計については、リュビ級原子力潜水艦がアメティスト改正で改修された際の設計が流用されたとされている。これにより、水中高速潜航時の発生雑音は大幅に低減されており、被探知性、さらに自艦装備ソナーによる目標探知能力のいずれもが向上している。なお、艦首部にはHY-80高張力鋼が使用されている。
艦内は2層の甲板から構成されており、上の甲板に居住区が、下の甲板には機関系が収容されている。居住区は、特殊作戦に対応しており、6人分の予備の寝台が確保されている。また、艦首部には魚雷発射管が設置されているほか、その下方の「顎」部分にはシリンダー状のソナー・アレイが収容されている。

### 機関
本型は、通常のディーゼル・エレクトリック方式のみを使用するもの（CM-2000型, CA-2000）と、非大気依存推進（AIP）を併用できるもの（AM-2000型）とが開発されている。
AM-2000型において搭載されるのは、DCNS社が開発したMESMA（水中自律エネルギー・モジュール、Module d'Energie Sous-Marine Autonome）システムである。これは、液体酸素を気化して得られた酸素とエタノールの混合気体を燃焼させて得た700℃の燃焼ガスを用いて、蒸気発生装置で500℃の水蒸気を発生させ、この水蒸気で蒸気タービンを作動させて発電を行うというもので、スウェーデン・コックムス社のスターリングエンジン、ドイツ・ホヴァルツヴェルケ＝ドイツ造船社またはカナダ・バラード社の燃料電池方式とともに、現在実用段階に達している数少ないAIPシステムのひとつである。

### 電子装備
本型の戦闘システムについては、フランス海軍が現用する攻撃原子力潜水艦および戦略原子力潜水艦であるリュビ級およびル・トリオンファン級から、多くの技術が導入されている。
SUBTICS 戦術情報処理装置は、6基の多機能コンソールを有しており、ソナーやレーダー、他艦からもたらされた情報を総合し、指揮官の決断を含めて戦闘全体の統制を支援する。また、水中攻撃指揮装置（UBFCS）としての機能も有しており、魚雷や対艦ミサイルによる攻撃の際には射撃諸元の算出も行なう。
本型は、長距離用のシリンダー型パッシブ・ソナーと脅威警報機、アクティブ・ソナー、平面アレイ・ソナー、曳航ソナーを有している。

### 攻撃装備
本型の攻撃装備の中核となるのが、艦首に束ねる形で配置された6門の533mm魚雷発射管である。魚雷発射管には、1門あたり3基の兵装が搭載できるので、合計搭載量は18基となる。また、これにかえて30基の機雷を搭載することもできる。ただし、CA-2000型では、合計兵装搭載量は12基となる。
また、本型の魚雷発射管および水中攻撃指揮装置は、水中発射型のSM39対艦ミサイルの発射に対応している。これにより、本型は長距離での対水上攻撃能力を付与されることになる。

## 運用状況

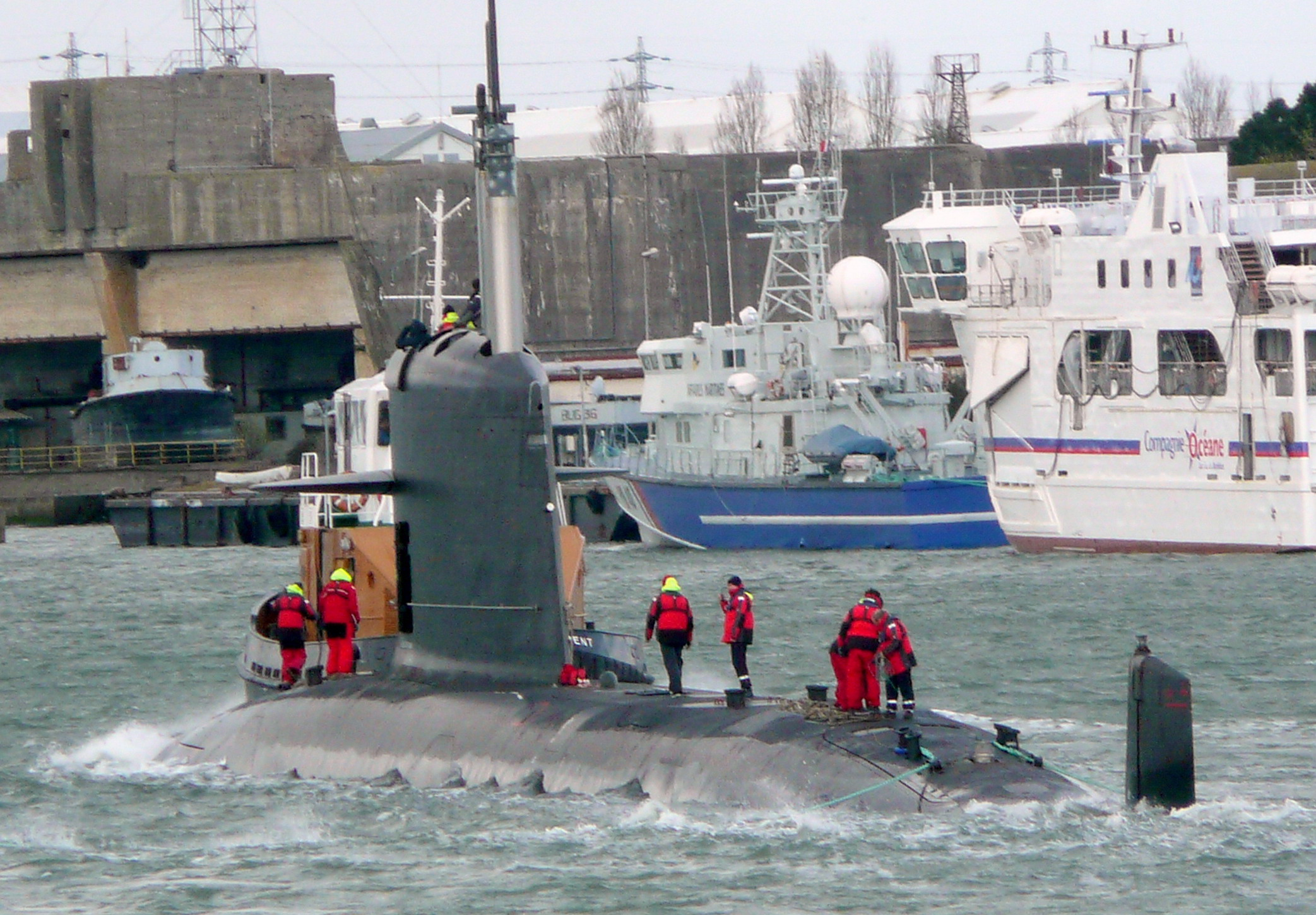
マレーシア海軍のスコルペヌ型

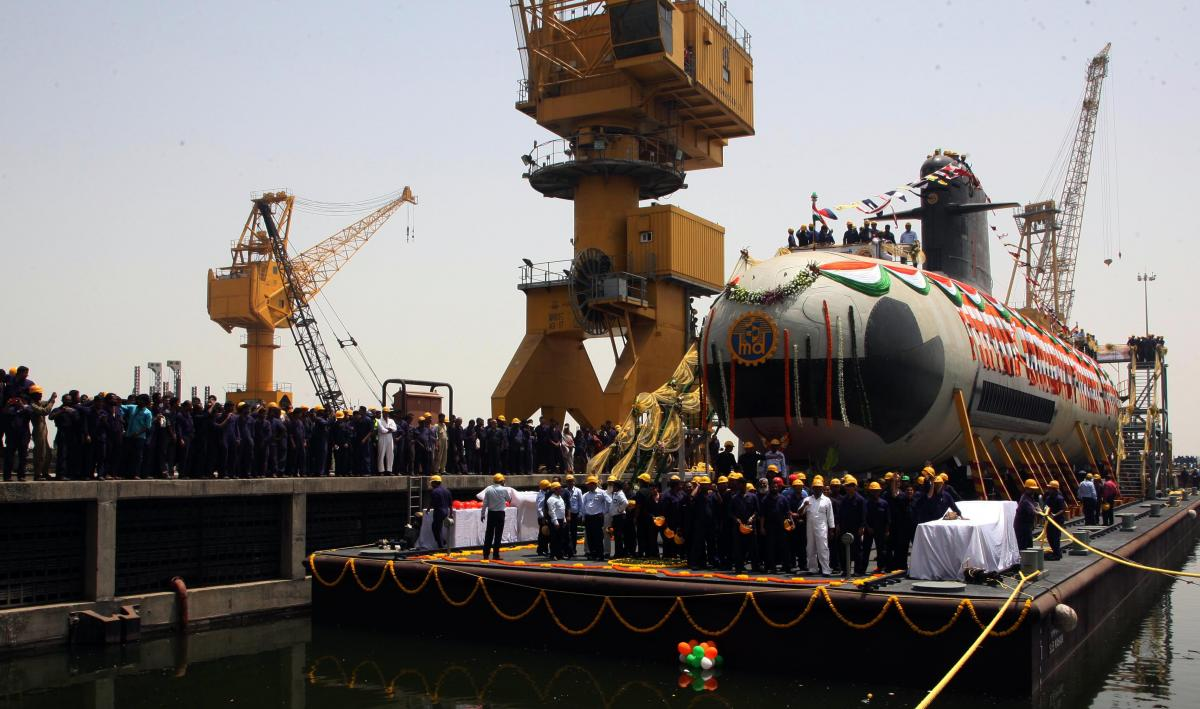
インド海軍のカルヴァリ級潜水艦 カルヴァリ(S50)

輸出市場において、本型は、ドイツHDW社の209型および214型というライバルとの対決を余儀なくされている。209型はやや古いものの、既に多くの国によって採用された優秀艦であり、また、214型はこれを発展させたものである。特に209型には非常に多くのラインナップがあり、これまでの輸出経験とあいまって、顧客の要求に対してきめ細かに対応できた。
また、ドイツには、輸出用フリゲートであるMEKO型があり、しばしば209型とセットとして売り込まれている。これに対し、スコルペヌ型を売り込もうとしているフランスDCNS社やスペイン・ナヴァンティア社にはこのような選択肢がなく、例えば南アフリカ海軍に対する売込みでは、まさにこの点が問題となって敗退を余儀なくされた。
しかし、スコルペヌ型の設計そのものは非常に優秀であり、また、水中発射型対艦ミサイルをセットにして売り込めるなどといった固有のメリットも持っていた。このことから、1997年にチリ海軍が採用を決定したのを皮切りに、2001年にはインド、2002年にはマレーシアが採用を決定した。さらに、一度は採用の取り消しを発表したスペイン海軍も、2003年、本型を発展させたS-80型の採用を決定している。
| 国         | 船台番号 | 艦名                       | 起工            | 進水            | 就役            | 母港                          |
| ---------- | -------- | -------------------------- | --------------- | --------------- | --------------- | ----------------------------- |
| チリ       | S22      | O'Higgins                  | 1999年 11月18日 | 2003年 11月1日  | 2005年 9月8日   | タルカワノ                    |
| チリ       | S23      | Carrera                    | 2000年 11月     | 2004年 11月24日 | 2006年 7月20日  | タルカワノ                    |
| マレーシア |          | KD Abdul Rahman            | 2003年 12月2日  | 2007年 10月23日 | 2009年 1月27日  | Sepanggar                     |
| マレーシア |          | KD Abdul Razak             | 2005年 4月25日  | 2008年 10月9日  | 2009年 11月5日  | Sepanggar                     |
| インド     | S21      | カルヴァリ                 | 2009年 4月1日   | 2015年 4月6日   | 2017年 12月14日 | ヴィシャーカパトナム ムンバイ |
| インド     | S22      | カンダーリ                 | 2011年 10月     | 2017年 1月12日  | 2019年 9月28日  | ヴィシャーカパトナム ムンバイ |
| インド     | S23      | カラニ (Karanj)            | 2012年 12月     | 2018年 1月31日  | 2021年 3月10日  | ヴィシャーカパトナム ムンバイ |
| インド     | S24      | ヴェラ                     | 不明            | 2019年 5月6日   | 2021年 11月25日 | ヴィシャーカパトナム ムンバイ |
| インド     | S25      | ヴァギル                   | 2014年 2月      | 2020年 11月12日 | 2023年 1月23日  | ヴィシャーカパトナム ムンバイ |
| インド     | S26      | ヴァグシーア (Vaghsheer)   | 不明            | 2022年 4月20日  | 2025年 1月15日  | ヴィシャーカパトナム ムンバイ |
| ブラジル   | S40      | リアシュエロ （Riachuelo） | 不明            | 2018年 12月14日 | 2022年 9月1日   | Sepetiba                      |
| ブラジル   | S41      | ウマイタ （Humaitá）       | 不明            | 2020年 12月11日 | 2024年 1月12日  | Sepetiba                      |
| ブラジル   | S42      | トネレオ （Tonelero）      | 不明            | 2024年 3月27日  | 2025年予定      | Sepetiba                      |
| ブラジル   | S43      | アンゴスツラ （Angostura） | 不明            | 2022年予定      | 不明            | Sepetiba                      |